# Коваленко, Светлана Алексеевна
Светла́на Алексе́евна Ковале́нко (7 сентября 1927, Сумы — 6 сентября 2007, Москва) — советский и российский литературовед.

## Биография
Светлана Коваленко родилась 7 сентября 1927 года в городе Сумы.
В 1949 году окончила Ереванский государственный университет, в 1953-м — аспирантуру Института мировой литературы АН СССР (ИМЛИ АН СССР), научный руководитель Виктор Перцов. В 1953 году защитила диссертацию кандидата филологических наук «Колхозная деревня в поэзии М. Исаковского и А. Твардовского». С 1955 года работала в ИМЛИ АН СССР (с 1991 года — ИМЛИ РАН); была ведущим научным сотрудником. В 1990 году защитила диссертацию доктора филологических наук «Лирический эпос в советской поэзии: Динамика жанра».
Участвовала в подготовке Полного собрания сочинений В. В. Маяковского в тринадцати томах (1955—1961) и собрания сочинений С. А. Есенина в пяти томах (1961—1962). Одна из составителей Полного собрания сочинений Анны Ахматовой в шести томах (1998—2002). Составитель книг «Петербургские сны Анны Ахматовой. „Поэма без героя“. (Опыт реконструкции текста).» (2004) и двухтомника серии Pro et сontra «Анна Ахматова» (2001,2005). Автор незавершенной биографии «Анна Ахматова» (2009), посмертно опубликованной в серии «Жизнь замечательных людей» . Автор книги «„Звёздная дань“. Женщины в судьбе Маяковского»(2006).
Умерла 6 сентября 2007 года в Москве накануне своего 80-летия.

### Семья
- Муж — Александр Николаевич Николюкин (1928—2023), советский и российский литературовед.

## Участие в творческих и общественных организациях
- Член Союза писателей СССР с 1990